# Бозтобе
Бозтобе (каз. Бозтөбе, до 2009 г. — Анастасьевка) — село в Каргалинском районе Актюбинской области Казахстана. Входит в состав Ащилисайского сельского округа.
Код КАТО — 154033200.
Расположено в верховьях реки Шандаша в 39 км к северу от села Бадамша, в 115 км к северо-востоку от Актобе и в 37 км к югу от Орска.

## Население
В 1999 году население села составляло 399 человек (201 мужчина и 198 женщин). По данным переписи 2009 года, в селе проживало 350 человек (176 мужчин и 174 женщины).